# New York

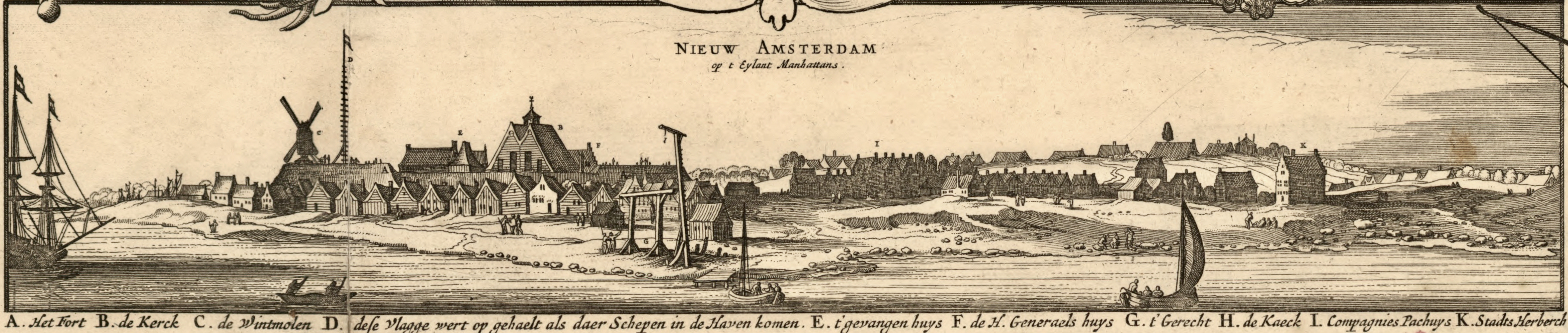
Új-Amszterdam, 1656

New York az Amerikai Egyesült Államok New York államában fekvő város. Az ország legnépesebb, Amerika szuperkontinens harmadik legnépesebb települése, központja a New York-i agglomerációnak, amely a szuperkontinens legnagyobb várostömörülése, a világon pedig a nyolcadik. A Föld egyik vezető világvárosa, az Egyesült Államok első számú üzleti, kereskedelmi, egészségügyi, oktatási központja, egyik első számú kutatási-fejlesztési, technológiai, média- és szórakoztatóipari csomópontja, turizmusának elsődleges célpontja. Itt található az ENSZ és több, világszinten is jelentős multinacionális vállalat székhelye, valamint a világ egyik legnagyobb tőzsdéje, ezért a Föld legjelentősebb gazdasági-politikai centrumai közé tartozik.
Több félszigeten és szigeten, illetve részben a szárazföldön fekszik az Atlanti-óceán nyugati partján, a Hudson folyó torkolatában; szárazföldi területe 789 km², lakossága az agglomeráció nélkül csaknem 8,4 millió fő.
1624-ben alapították holland telepesek Új-Amszterdam néven, majd 1664-ben angol fennhatóság alá került. Ezután kapta a New York (Új-York) nevet II. Jakab angol király tiszteletére, aki ekkor még York hercege volt. Rövid ideig, 1785 és 1790 között a frissen alakult Egyesült Államok fővárosa. Az ország legnagyobb városa 1790-től. Öt nagy városrésze van: Bronx, Brooklyn, Manhattan, Queens, és Staten Island (Richmond megye), ezek egyben New York állam megyéi is.

## Története
Az európai telepesek érkezése előtt a mai New York körüli területeket a lenape (más néven delaware) indiánok különböző csoportjai lakták (manahattoes, canarsies és raritan). 1524-ben Giovanni da Verrazzano volt az első európai, aki kikötött a majdani város helyén. Őt Henry Hudson brit felfedező követte 1609-ben.

### A város „anyakönyvi kivonata”

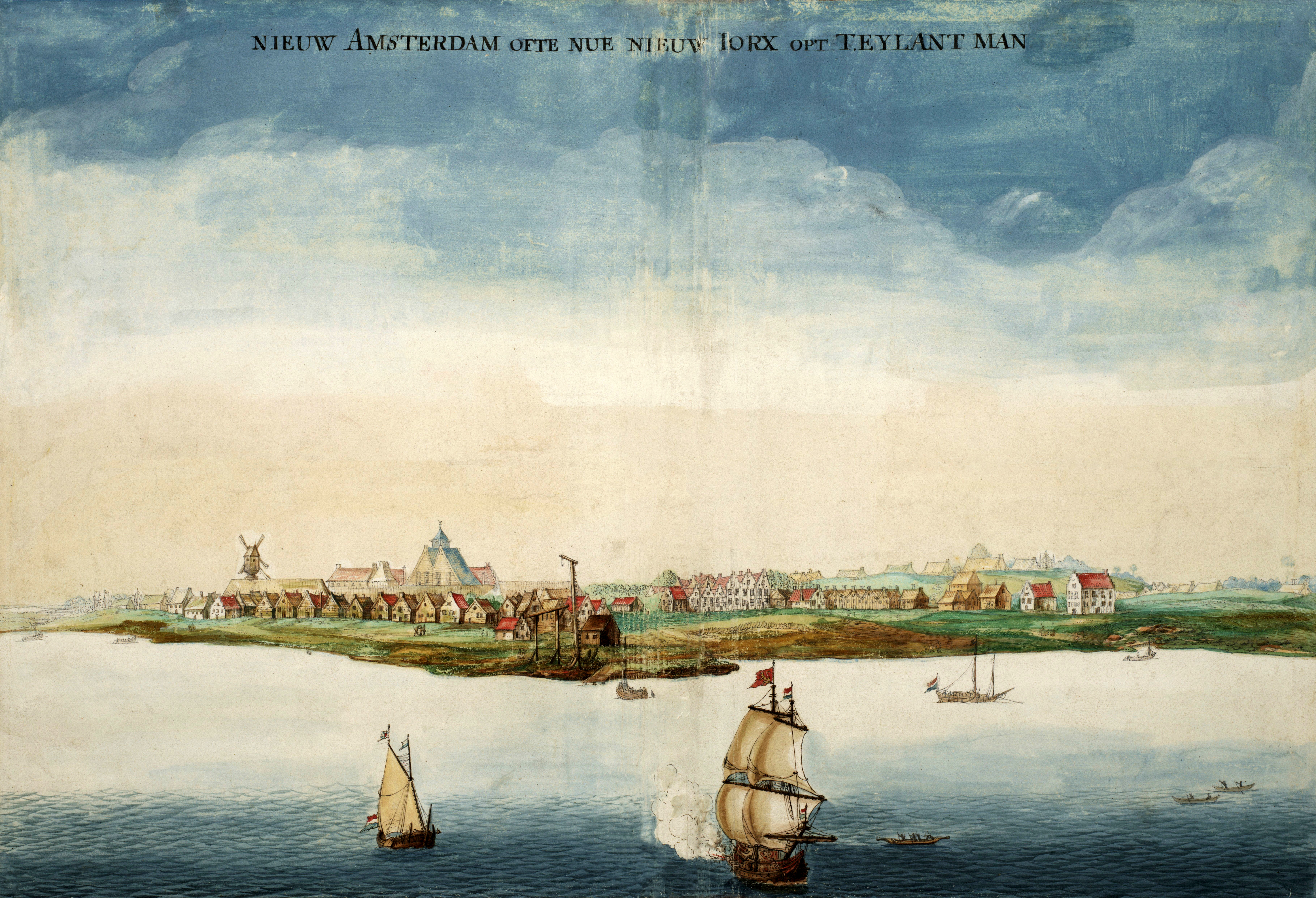
New Amsterdam 1664-ben, angol fennhatósága miatt ma New Yorkként ismerjük

A területet 1524-ben fedezte fel és nyilvánította francia területté egy francia zászló alatt hajózó olasz felfedező, Giovanni da Verrazzano. Az új területnek - leginkább csak névleges birtoknak - I. Ferenc francia király tiszteletére a Nouvelle Angoulême nevet adta, mivel a király egyúttal Angoulême grófja is volt.
Henry Hudson 1609 szeptemberében hajózott fel a később róla elnevezett folyón a Holland Kelet-indiai Társaság hajóján. Az Ázsiába vezető átjárót kereste, de ezen a környéken ilyen nincs. A partvidéken rengeteg hódra figyelt fel, amiért a hollandok 1626-ban szőrmekereskedő állomást alapítottak Manhattan szigetén, Új-Amszterdam (Nieuw Amsterdam) néven; magát a gyarmatot Új-Hollandiának hívták. Ehhez Peter Minuit egész Manhattant és a mai Staten Islandet megvette az algonkin indiánoktól néhány árucikkért. A vásárlásról szóló irományt, amelyet gyakran neveznek „New York anyakönyvi kivonatának”, a holland Nemzeti Levéltárban őrzik. A telep benépesítésében ezután nagy szerepe volt az Európából menekült hugenottáknak.
A szőrmekereskedő állomás idővel városkává fejlődött; emiatt szerepelnek ma hódok New York városának hivatalos zászlaján és pecsétjén. Az 1600-as évek első felében a főleg vadászok és kereskedők lakta kisvárosnak 1500–2000 lakosa lehetett, akik gyakran keveredtek csetepatéba hol az indiánokkal, hol más európai telepesekkel. A várost kisebb erődítmény védte a sziget déli csúcsán. Az egykori városfalra ma a Wall Street neve utal, a partvédő ütegek lőállásaira pedig a Battery park.
1664-ben egy angol flotta harc nélkül elfoglalta a várost, amit az angolok a második angol-holland háború végéig meg is tartottak, majd a háborút lezáró bredai egyezményben (1667) elcserélték a hollandoktól az előző háborúban elvett Run-szigetre.
A várost az angliai York hercege, Jakab (James) a tiszteletére Új Yorkra nevezték át — Jakab II. Károly király öccse és a háború elején az angol flotta főparancsnoka volt. Miután 1685-ben II. Jakab néven trónra került, New York királyi birtok lett. A holland alapítók emlékét ma már csak pár városrész neve őrzi; a két nevezetes a hollandiai Haarlem után elnevezett Harlem és a Breukelen nevét tükröző Brooklyn.

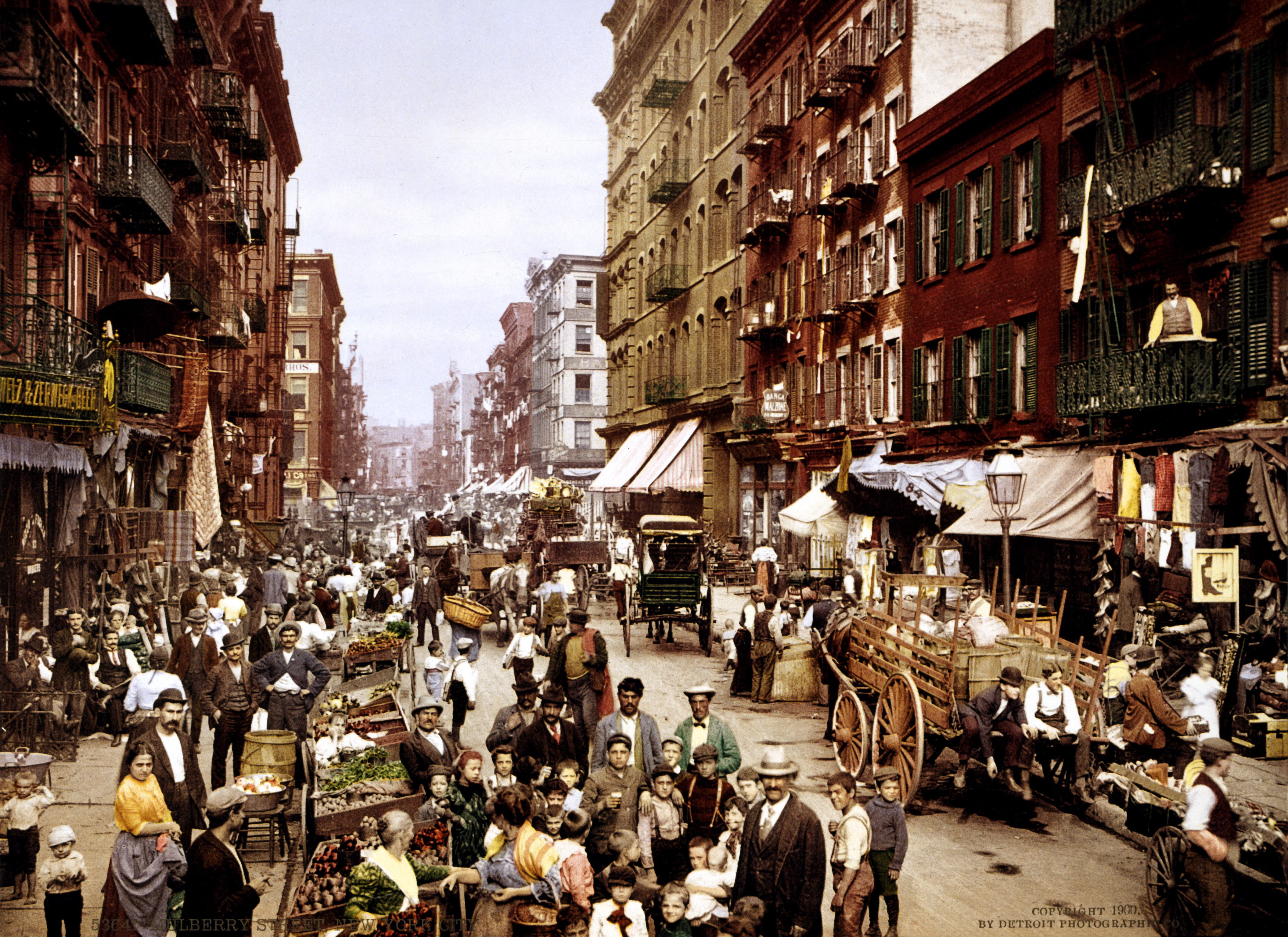
Az olasz bevándorlók lakta Mulberry Street a New York-i Manhattanben, 1900 körül (színezett fénykép)

Az amerikai függetlenségi háborúban, a brooklyni (vagy Long Island-i) csatában a város jó része leégett és brit megszállás alá került 1783. november 25-ig. Ezen a napon tért vissza George Washington a városba, és vonultak ki az utolsó brit csapatok az Egyesült Államok területéről (Evacuation Day). Április 30-án a Wall Streeten található Federal Hallban zajlott Washington elnöki beiktatása. New York 1790-ig az USA fővárosa volt, itt ülésezett a Kontinentális Kongresszus.
A 19. század folyamán egyre több bevándorló érkezett, a város lakosságának összetétele jelentősen átalakult. New York állam törvényhozása 1811-ben elfogadta a város bővítésének tervét (Commissioners' Plan of 1811), melynek alapján a 14. utcától a sziget északi részén lévő Washington Heightsig négyzetrácsos szerkezetű utcahálózatot alakítottak ki, illetve elkészítették az Erie-csatornát, ami könnyebben megközelíthetővé tette a kikötőt a középnyugati államok és Kanada agrárvidékei felől. 1835-re, Philadelphiát megelőzve, New York lett az USA legnagyobb városa. A helyi politikusok a Tammany Hall uralma alá kerültek, ami egy politikai gépezet, és az ír bevándorlók támogatásával működött. Számos irodalmár élt a városban az 1830-as és az 1840-es évek között, úgymint William Cullen Bryant, Washington Irving, Herman Melville, Rufus Wilmot Griswold, John Keese, Nathaniel Parker Willis, és Edgar Allan Poe. Az idős városi arisztokrácia kereskedőkből álló rétege lobbizta ki magának a Central Park alapítását, ami 1857-ben az USA első telepített városi parkja lett. Egy jelentősnek mondható szabad fekete lakosság létezett ebben az időben Manhattanben, és Brooklynban is. Számos rabszolgát tartottak fogva az 1830-as évekig New Yorkban, viszont később a rabszolga-felszabadítást szorgalmazók központjává vált. A város fekete lakossága 1840-ben meghaladta a 16 000-et. Az íreket sújtó Nagy Éhezés hatására hatalmas mértékben áramlottak a városba ír bevándorlók. Több mint 200 000 bevándorló után, átlagban négy New York-iból egy ír volt.

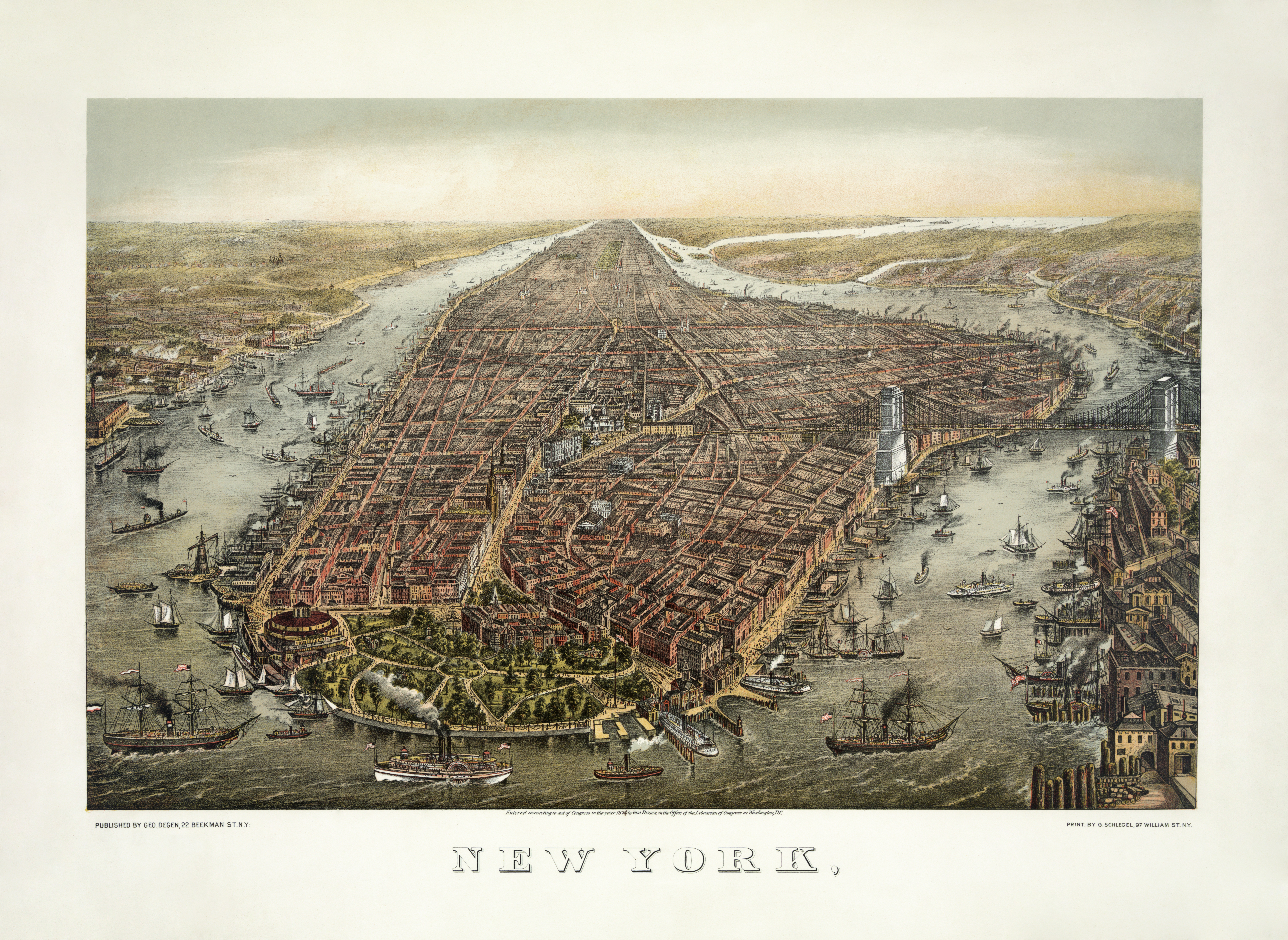
Manhattan madártávlatból, 1873-ban

Az amerikai polgárháború során (1861–1865), bár az állam az Unióhoz tartozott, a város lakosai közül sokan a Konföderációval szimpatizáltak, részben a déli államokkal való kereskedelmi kapcsolatok, részben a kötelezővé tett katonai szolgálat miatt. Az elégedetlenség az 1863-as évben Unió-ellenes lázadást szült, amely legalább ezerkétszáz halálos áldozatot követelt.

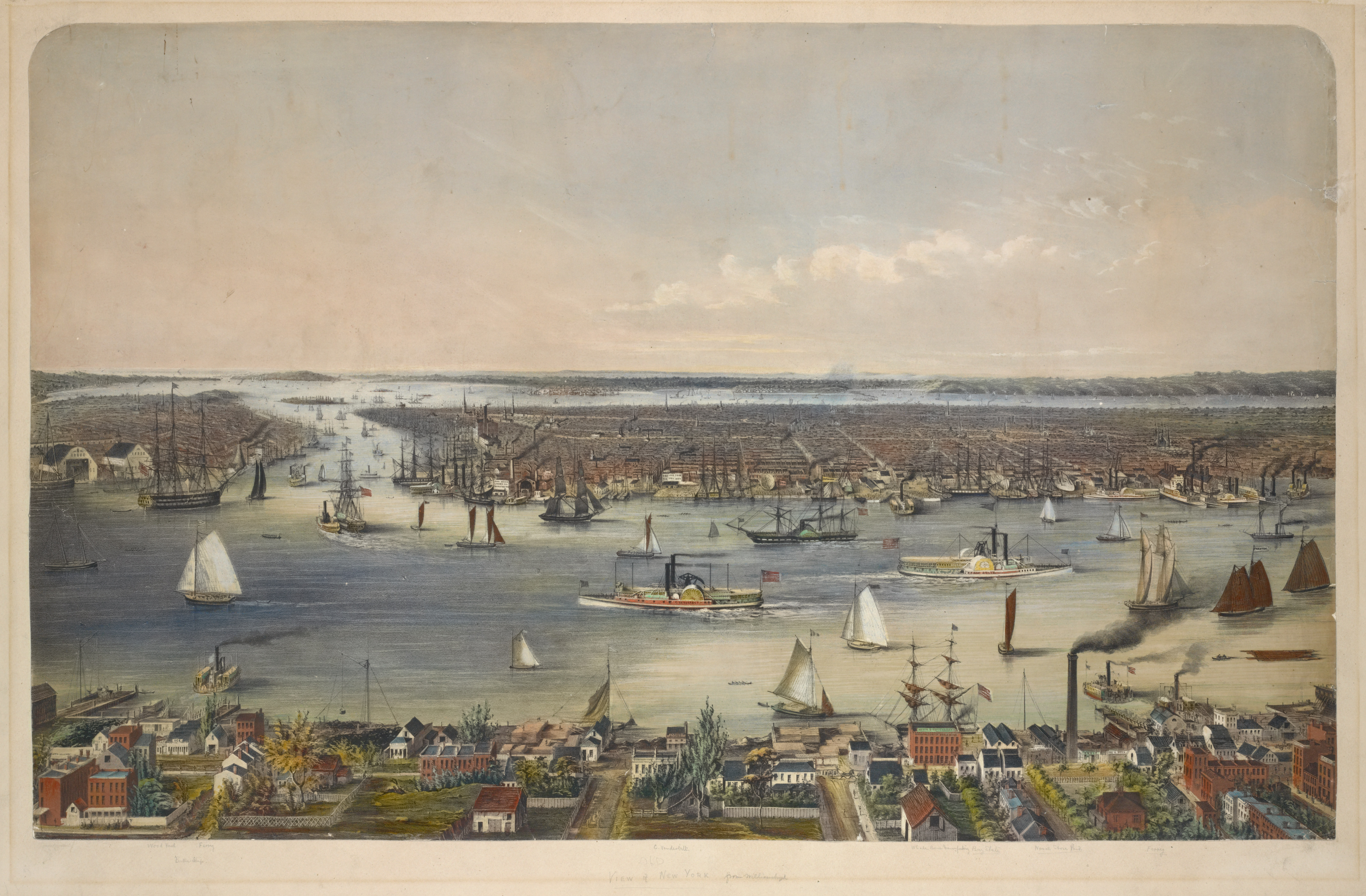
New York Williamsburg felől, 1848-ban (litográfia)

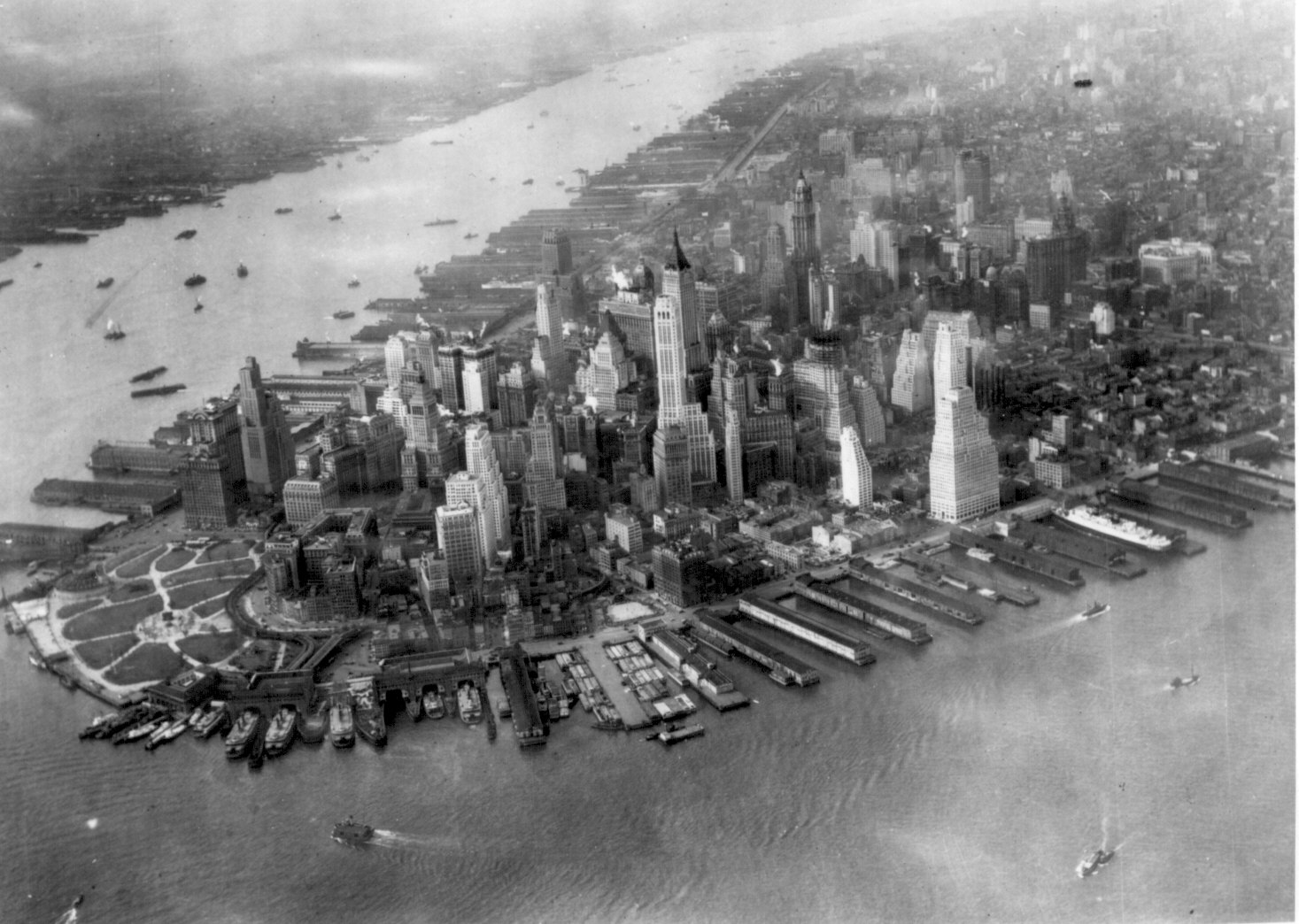
Manhattan déli része (1931 körül)

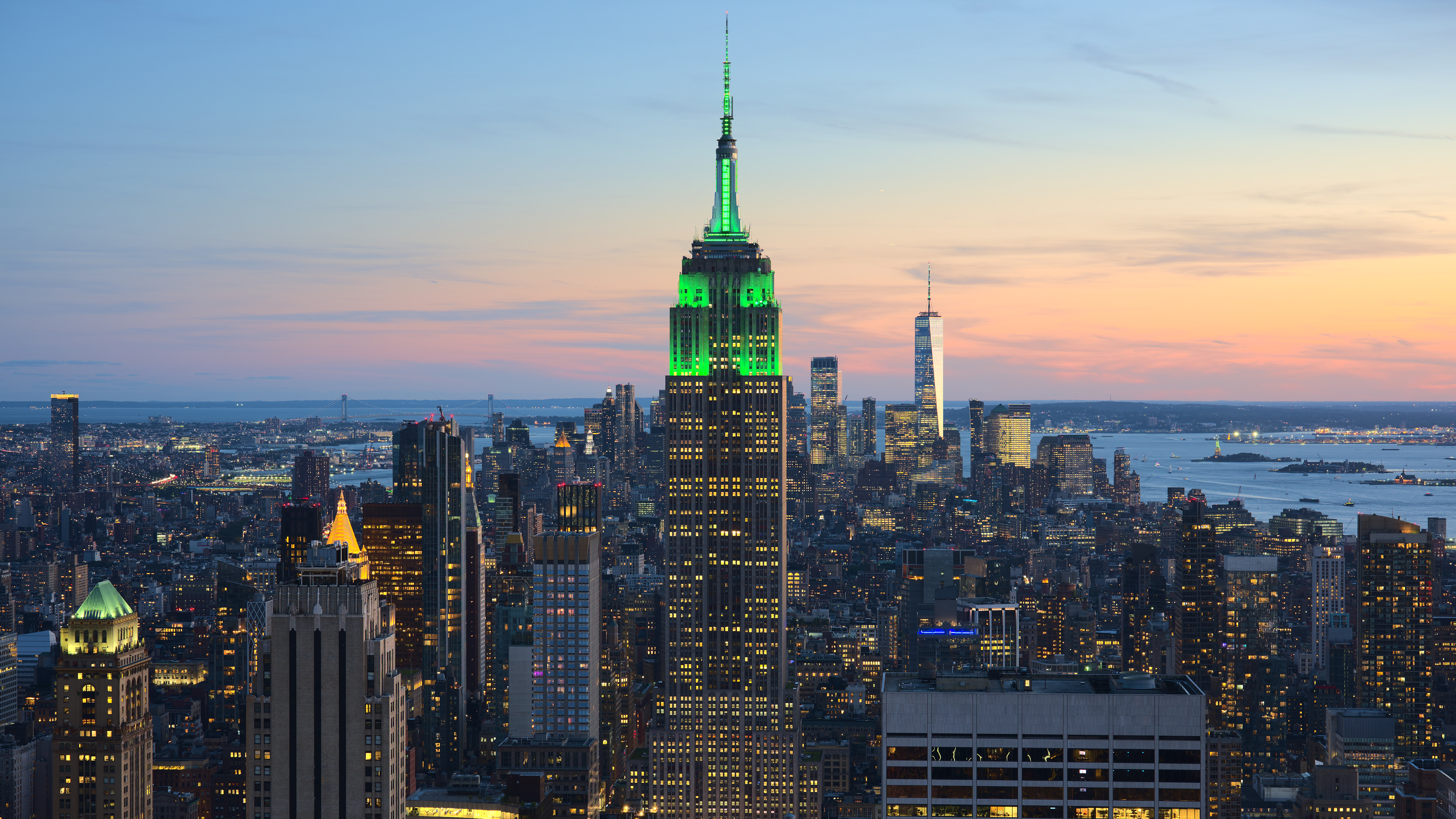
Dél-Manhattan napjainkban

A polgárháborút követően az európai bevándorlók száma jelentős növekedésnek indult, ekkor lett New York az Újvilágba érkező milliók első megállója, akiket 1886-tól már a Szabadság-szobor fogadott.
1874-ben, illetve 1895-ben Westchester megye déli részét (azaz Bronxot) New York megyéhez csatolták (vagyis az addig csak Manhattanből álló New York városához). 1898-ban alakult meg Nagy-New York (Greater New York) önkormányzata, miután Manhattanhez és Bronxhoz a környező megyékből leválasztva három további kerületet kapcsoltak. Az új területeken lévő önkormányzatok megszűntek; így például Brooklyn városa – melyet 1883-tól a Brooklyn híd kötött össze a szigettel. 1914-ben Bronxból önálló megye jött létre. Az 1904-től működésbe lépő New York-i metró segítette az új kerületek összeköttetését.
A 20. század elején két nagyobb katasztrófa történt: 1904. június 15-én a General Slocum nevű gőzhajó gyulladt ki az East Riveren, több mint ezer ember (1021) – főként német bevándorlók – haltak meg; 1911. március 25-én a Greenwich Village-ben lévő Triangle gyár égett le, 145 ruhakészítő munkásnő veszett oda. Utóbbi eset hatására a város tűzoltósága jelentős támogatást kapott, és tűzvédelmi szabályzatot dolgoztak ki a munkahelyek számára.
A nem fehér lakosság száma 1890-ben 36 620 volt. Az 1920-as években New York elsődleges célállomása volt az Amerika déli részéről elvándorló afroamerikaiak körében, a Nagy Vándorlás idején. 1916-ra a város adott otthont Észak-Amerika legnagyobb diaszpórájának. A harlemi reneszánsz fénykorának idején, gazdasági robbanás hatására indult el a felhőkarcolók építése a városban.
A 20. század első felében a város világviszonylatban is fontos ipari, kereskedelmi és távközlési központtá fejlődött. Az első metrótársaság, az Interborough Rapid Transit 1904-ben jött létre, és a felszíni vasúti közlekedési vonalak száma is nőtt. Az 1930-as években épült fel számos, a város képét napjainkban is meghatározó, és akkoriban a világ legmagasabb épületei közé tartozó felhőkarcoló.
Az 1920-as évekre New York a világ legsűrűbben lakott városává nőtte ki magát, megelőzve Londont, ezzel kiérdemelve a világ első óriásvárosa címet. A nagy gazdasági világválság meghozta a változást a városba, ugyanis a nyolcvan éven át vezető pozíciót betöltő Tammany Hall helyett a reformer Fiorello La Guardia kezébe került a város vezetése.
A második világháború után a rohamosan növekvő gazdaság és az általa, valamint a bevándorlók és a visszatérő katonák által okozott népességnövekedés új területek beépítését tette szükségessé, főként Kelet-Queensben. 1951-ben az ENSZ áttette székhelyét a queensi Flushing Meadows Parkból Manhattan keleti oldalára.
Sok más amerikai városhoz hasonlóan New York is szenvedett az 1960-as évek recessziójától, ipara meggyengült, lakossága megfogyatkozott, rasszista zavargások törtek ki. Az 1970-es évekre a bűnözés által leginkább sújtott várossá vált. 1975-ben az önkormányzat a csőd szélére jutott, adósságának rendezését a Municipal Assistance Corporationre kellett bíznia, amelynek elnöke Felix Rohatyn volt; New York állam pedig egy felügyelő testületet hozott létre a költségvetés ellenőrzésére (Financial Control Board).
Az 1980-as években a Wall Street újjászületésével New York ismét a világ egyik pénzügyi központjává vált. Az 1990-es években a bűnözési statisztikák nagy mértékben javultak, és a városból elköltözők száma is csökkent, sőt most már nemcsak külföldről, de belföldről is sok itt letelepedni szándékozó érkezett. Az évtized végén kezdődő dot com-korszak egyik legnagyobb nyertese New York lett, a fellendülés újabb hullámának egyik legszembetűnőbb jele az ingatlanárak megugrása volt.
A 2001. szeptember 11-i World Trade Center elleni terrortámadás közel háromezer áldozatot követelt. A területen 2011-re felépítették a világ 2. legmagasabb felhőkarcolóját, a Freedom Tower-t (Szabadság-torony). A következő évtized folyamán más, a város arculatát átformáló építkezések is várhatóak, mind a közösségi, mind a magánszektorban (évente több mint 25 ezer új lakás/lakóház készül).

## Fekvése

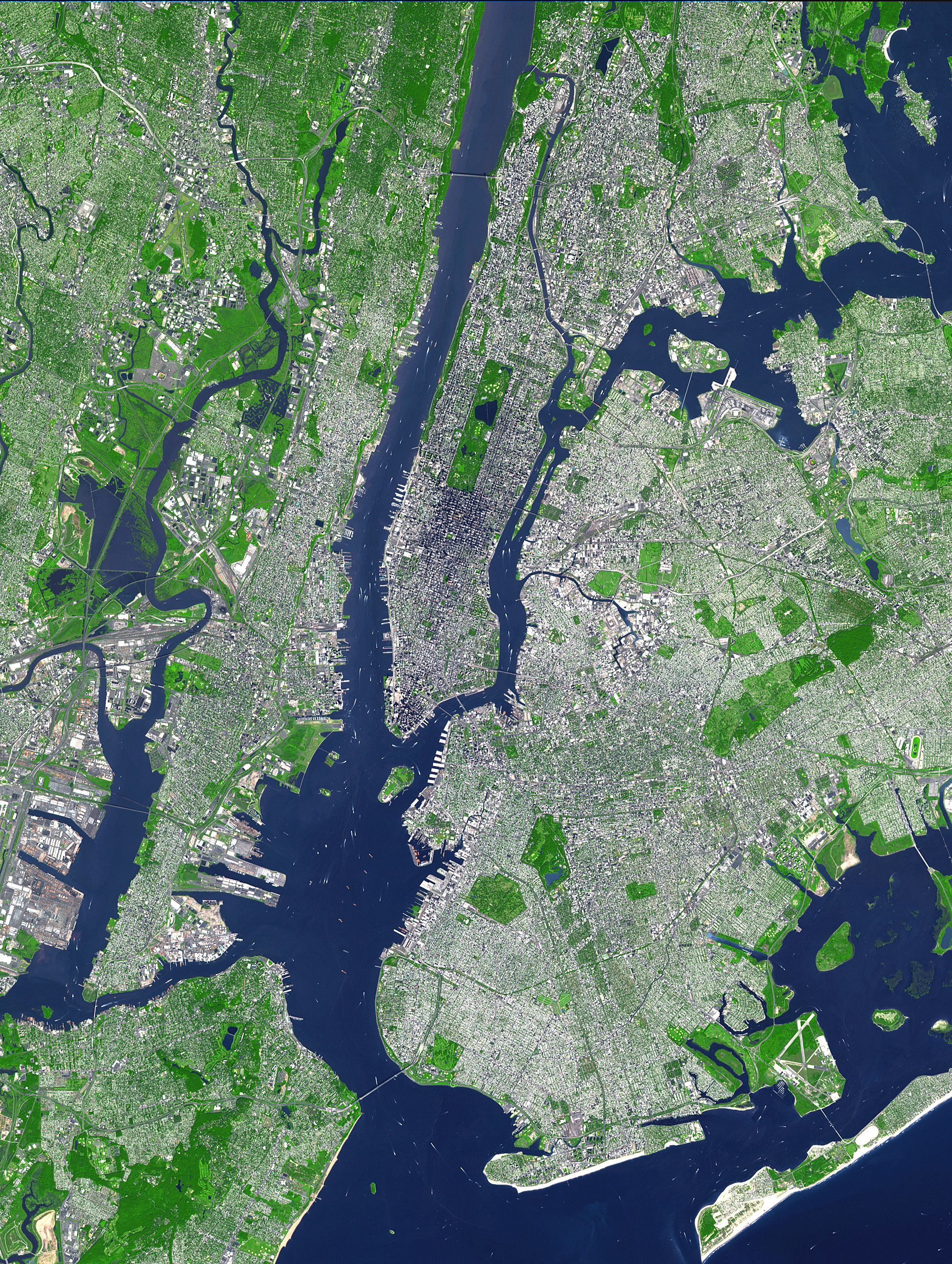
Műholdkép New Yorkról

New York az Amerikai Egyesült Államok atlanti partvidékének északi részén helyezkedik el. Három nagyobb – Manhattan, Staten Island és Long Island (Brooklyn és Queens kerületek) – és számos kisebb szigeten, ill. a szárazföldön (Bronx) helyezkedik el. Területe 1214,4 km², ebből 785,6 km² szárazföld és 428,8 km² víz (35,31%).
A Hudson folyó – más néven North River ('északi folyó') – tölcsértorkolatának jobb partján fekszik New Jersey, bal partján pedig Manhattan és Bronx. E két kerület és a Long Island között húzódik az ún. East River ('keleti folyó'), ami valójában egy az árapály által létrehozott csatorna.
A városban több híd is van, ezek azonban mind az utóbbi East River fölött ívelnek át. Északról délre: a Throgs Neck híd, a Bronx–Whitestone híd, a Robert F. Kennedy híd, a Queensboro híd, a Williamsburg híd, a Manhattan híd és a Brooklyn híd. Még délebbre a Verrazano-Narrows híd található, ami Brooklynt és Staten Islandet köti össze. New Jersey felé csak egy híd van, az északabbra található George Washington híd, amúgy két nagy alagút bonyolítja az arrafelé irányuló forgalmat: a Lincoln alagút és a Holland alagút. De Queens és Brooklyn felé is vezet egy-egy alagút.
A Hudson a New York-i-öbölbe ömlik, amelyet egy felső, zártabb Felső-New York-i-öböl (Upper New York Bay) és egy alsó, az óceánra nyitott Alsó-New York-i-öböl (Lower New York Bay) részre oszt a The Narrows (a szó jelentése 'szoros'), e fölött ível a Verrazano-Narrows híd.
A 17. századi holland telepesek – akárcsak hazájukban – több part menti területet feltöltöttek, leginkább Manhattan déli részén. A következő századokban főként ezen a szigeten folytak hasonló munkálatok, délnyugati kiszögellését, a Battery Park Cityt például az 1970-es években hozták létre. Nemcsak a partvonalat tolták előrébb, de jópár kisebb sziget területét is megnövelték, és az emberi beavatkozásnak köszönhetően sok helyen a domborzati viszonyok is átalakultak. (Napjainkban, bár a város legnagyobb része bőven a tengerszint felett helyezkedik el, a világóceán vízszintjének emelkedésével egyes részei veszélybe kerülhetnek.)

### Éghajlat
Az USA ezen részén óceáni éghajlat uralkodik, amelyben – partvidéki terület lévén – nincsenek komolyabb hőmérséklet-ingadozások, ugyanakkor az időjárás meglehetősen kiszámíthatatlan. A legkellemesebb évszak az ősz. A telek általában hidegek, sokszor nagyobb havazásokkal, melyek megbénítják a várost – de előfordul már-már hűvös, hó nélküli tél is. Átlagosan a leghidegebb hónap a január, 0,1 °C-os átlaghőmérséklettel. A tavasz enyhe, késő márciusban 10-15, kora júniusban 25-30 °C a jellemző (egy-egy késői hóvihar azonban még áprilisban is elérheti a várost), míg nyáron nem ritka a 32-38 °C közötti érték sem, bár ennél jóval alacsonyabb is lehet a hőmérséklet. Évente legalább 234 napon van valamennyi napsütés, és átlagban az év 58%-a mondható naposnak.
| Hónap                         | Jan.  | Feb.  | Már.  | Ápr.  | Máj. | Jún. | Júl. | Aug. | Szep. | Okt. | Nov.  | Dec.  | Év    |
| ----------------------------- | ----- | ----- | ----- | ----- | ---- | ---- | ---- | ---- | ----- | ---- | ----- | ----- | ----- |
| Rekord max. hőmérséklet (°C)  | 22,2  | 23,9  | 30,0  | 35,6  | 37,2 | 38,3 | 41,1 | 40,0 | 38,9  | 34,4 | 28,9  | 23,9  | 41,1  |
| Átlagos max. hőmérséklet (°C) | 3,3   | 5,0   | 9,9   | 15,9  | 21,6 | 26,1 | 29,0 | 28,0 | 23,7  | 17,5 | 11,7  | 6,1   | 16,6  |
| Átlagos min. hőmérséklet (°C) | −3,2  | −2,2  | 1,7   | 6,8   | 12,3 | 17,4 | 20,4 | 19,8 | 15,7  | 9,8  | 5,0   | −0,2  | 8,7   |
| Rekord min. hőmérséklet (°C)  | −21,1 | −26,1 | −16,1 | −11,1 | −2,2 | 6,7  | 11,1 | 10,0 | 3,9   | −2,2 | −13,9 | −25,0 | −26,1 |
| Átl. csapadékmennyiség (mm)   | 105   | 80    | 111   | 109   | 119  | 98   | 117  | 107  | 107   | 98   | 111   | 100   | 1262  |
| Havi napsütéses órák száma    | 163   | 163   | 213   | 226   | 257  | 257  | 268  | 268  | 219   | 211  | 151   | 139   | 2535  |
| Forrás: NOAA                  |       |       |       |       |      |      |      |      |       |      |       |       |       |

### Környezet
New York a tömegközlekedés fejlettségének (USA-ban a legjobb) köszönhetően évente közel 6,8 milliárd liter üzemanyagot spórol meg országosan, így a város energiatakarékosság és minimális közlekedési légszennyezés tekintetében vezető helyen áll. Az egy főre jutó üvegházhatást okozó károsanyag-kibocsátás 7,1 tonna, szemben az országos 24,5 tonnás átlaggal. A New York-iak az országosan kibocsátott üvegházhatású gázok 1%-áért felelősek, habár 2,7%-át teszik ki a teljes lakosságnak. Meglepő, de egy átlag New York-i feleannyi elektromos áramot használ el, mint egy San Franciscó-i, és negyedannyit, mint egy dallasi.

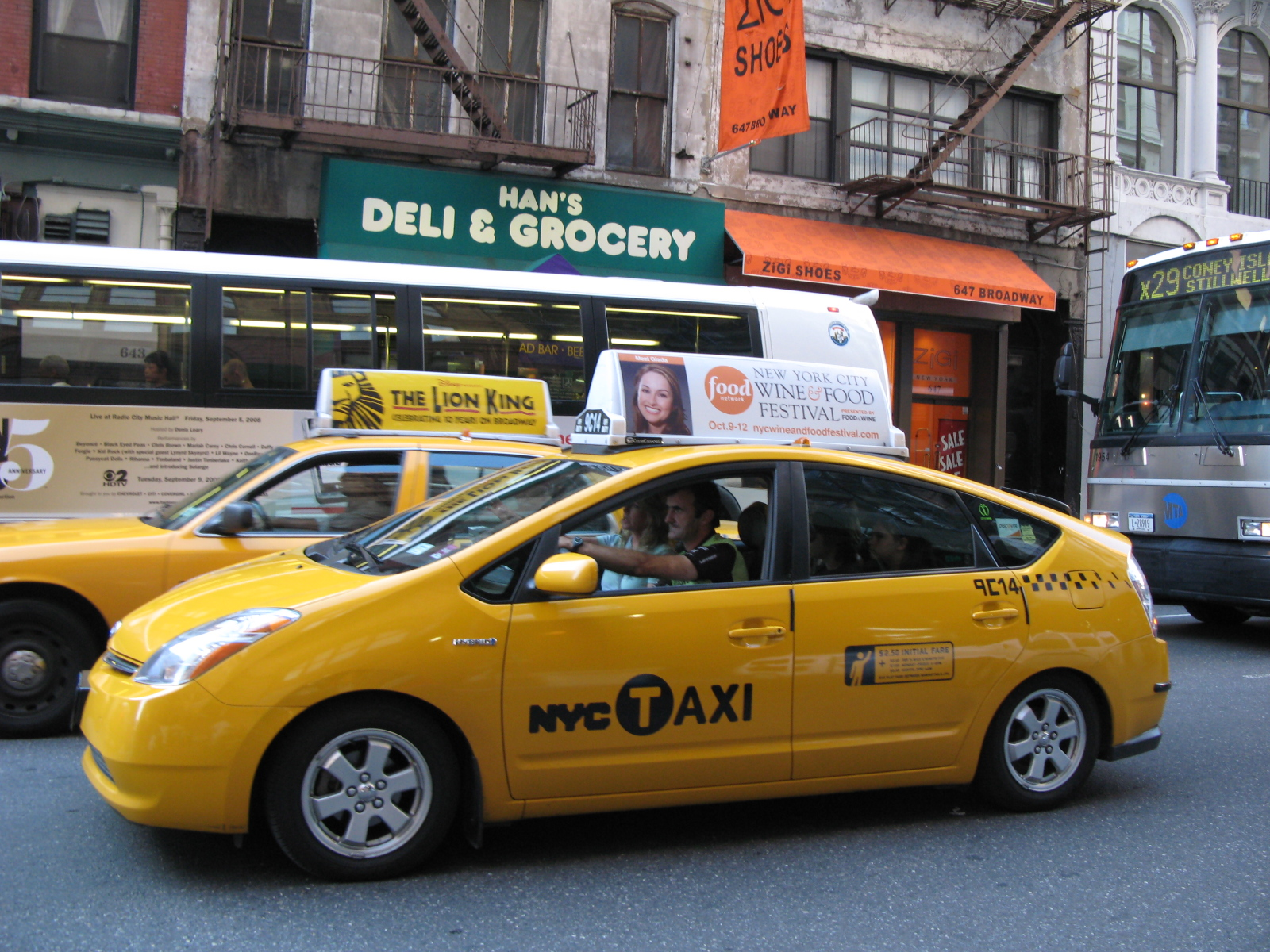
2010 júliusa óta a városban több mint 3700 hibrid taxi üzemel, több, mint bármelyik másik észak-amerikai nagyvárosban

Az asztmás és más légúti betegségekben szenvedők egyre magasabb előfordulása miatt, az utóbbi időben a város nagy hangsúlyt fektet a környezetkárosítás minimalizálásába. A város vezetése azon van, hogy polgárai minél energiatakarékosabb berendezéseket helyezzenek el az irodákban és a lakásokban. New York ad helyet a világ legtöbb hibrid taxijának, összesen 3715 darabbal, melyek a New York-i taxik 28%-át teszik ki, megelőzve ezzel minden észak-amerikai nagyvárost.
A város ivóvízkészlete a Catskill-hegység vízgyűjtő területéről származik. A vízgyűjtő terület integritásának, és a természetes, öntisztuló mechanizmusnak köszönhetően, New York azon négy amerikai nagyváros egyike, ahol nem kell mesterséges víztisztítást alkalmazni, ugyanis a víz kellőképpen tiszta. New York az egyedüli város Amerikában, ahol a saját autóval rendelkezők kisebbségben vannak, ugyanis a háztartások 55%-ának nincs saját autója.

## Városkép

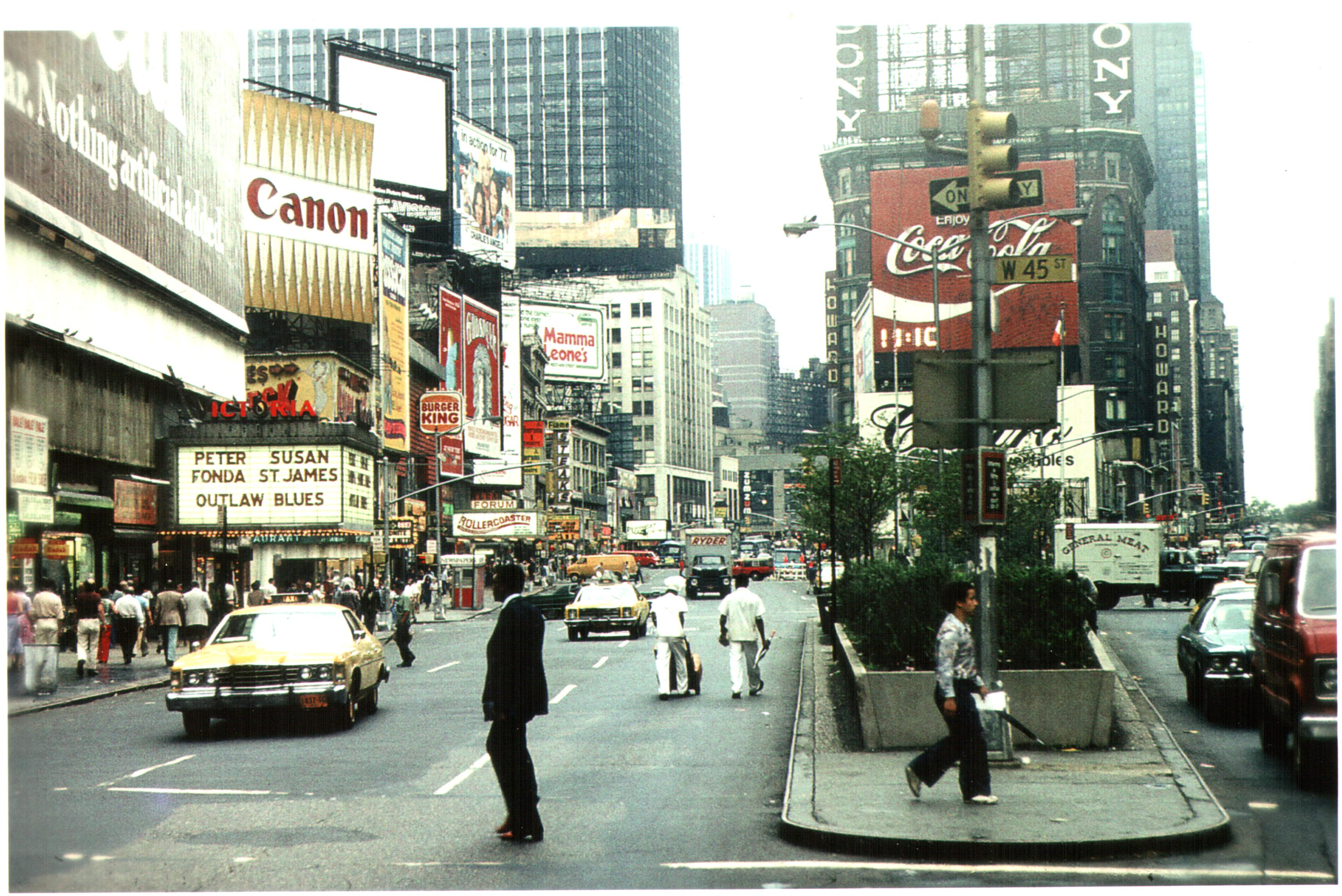
New York - 1977

### Építészet

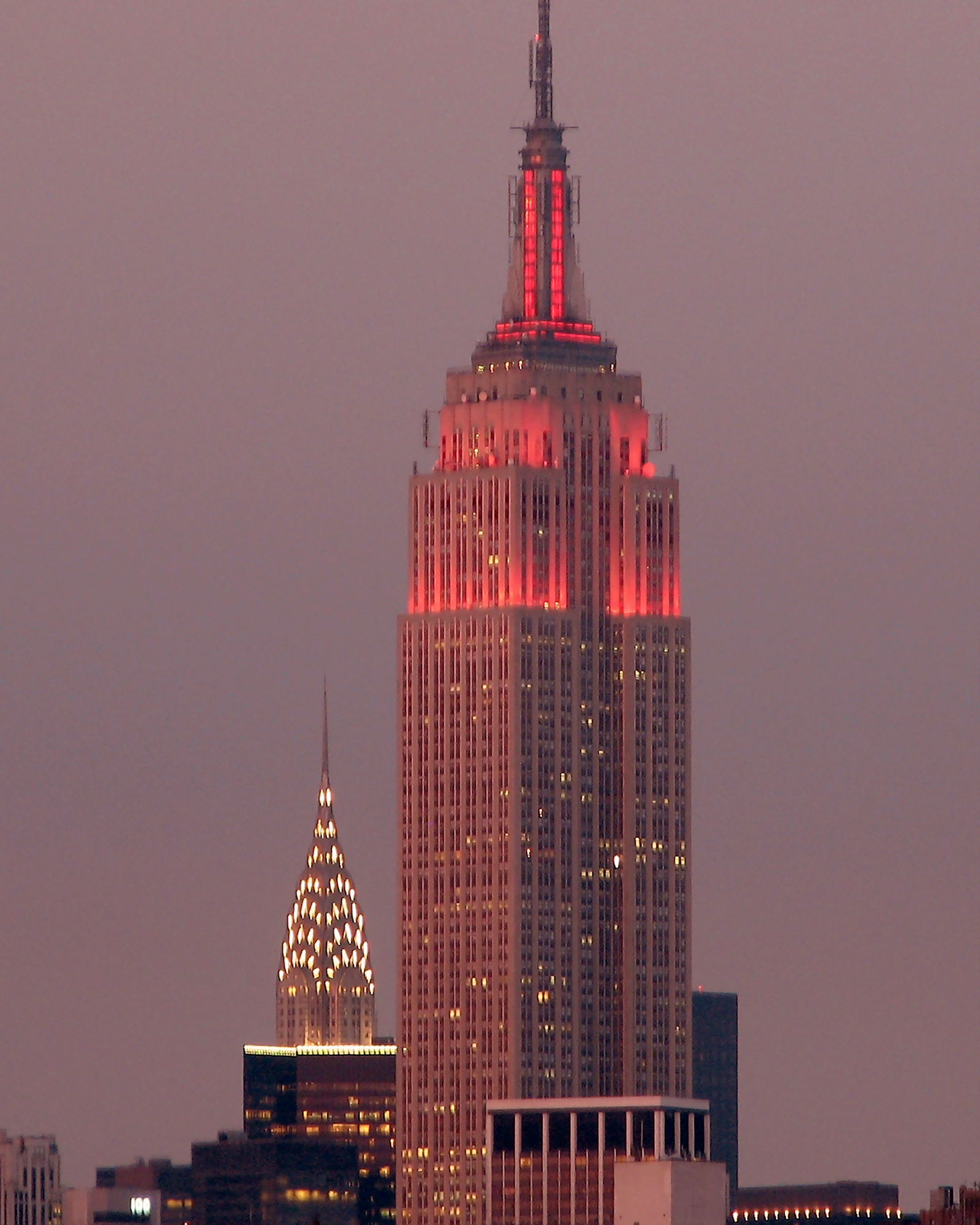
Az Empire State Building háttérben a Chrysler Buildinggel

Manhattan városképét általában számos felhőkarcolójával jellemezzük, mivel a város helyet ad a világ néhány legmagasabb épületének. A legismertebbek az Empire State Building, a Chrysler Building, a New York Life Insurance Building, az 570-es torony, a Cityspire, a Metropolitan Life Building (korábban PanAm Building), és persze a lerombolt World Trade Center, majd annak helyén épült magasház. Nem kimondottan felhőkarcoló, de ismert magas épület még a Flatiron Building és az ENSZ székháza, a Secretariat Building is. New Yorkban 5937 toronyházat, és 859 felhőkarcolót tartanak számon, melyek közül 50 magasabb 200 méternél. Ezzel a teljesítménnyel minden amerikai nagyvárost maga mögé utasított, és világviszonylatban is csak Hongkong előzi meg. A város számos építészeti csodának ad helyet, melyek a legkülönfélébb stílusban épültek az idők folyamán. A Woolworth Building 1913-ból, a korai neogótika jegyeit magán hordozva.
A Chrysler Building Art déco stílusával, annak kúpos acélcsúcsával hűen tükrözi a város egyre szűkülő képét. Az épület 61. emeletén található sas a másolata, az 1928-as Chrysler motorháztetején megtalálható díszsasnak.
A nemzetközi építészeti stílusra a legjobb példa az Egyesült Államokban az 1957-es Seagram Building. A Condé Nast Building 2000-ből ragyogó példája az amerikai felhőkarcolók környezeti konstrukciójára.
New York nagy lakónegyedeit gyakran jellemezik a klasszikus barnakő lépcsőkkel és bérházakkal, melyek többsége az 1870-es és 1930-as évek között, a hirtelen népességnövekedés hatására épült. A kő és a tégla a város fő építőelemeivé váltak, miután korlátozták a faházak építését az 1835-ös nagy tűzvészt követően.
A város számos épületének megkülönböztető jegye a tetőre szerelt víztornyok. Az 1800-as években, a város életében szükségessé vált a telepítésük, ugyanis a New York-i alapkőzet miatt nem alakul ki a vízvezetékekben nyomás a 6. emelet felett. Ráadásul a víztornyok az alsó szinteket megóvják a túl nagy nyomás kialakulásától, ami a vízvezetékek töréséhez vezetne.
A Garden lakások az 1920-as években váltak népszerűvé, leginkább a város félreeső területein, beleértve a queensi Jackson Heightst is.

### Parkok

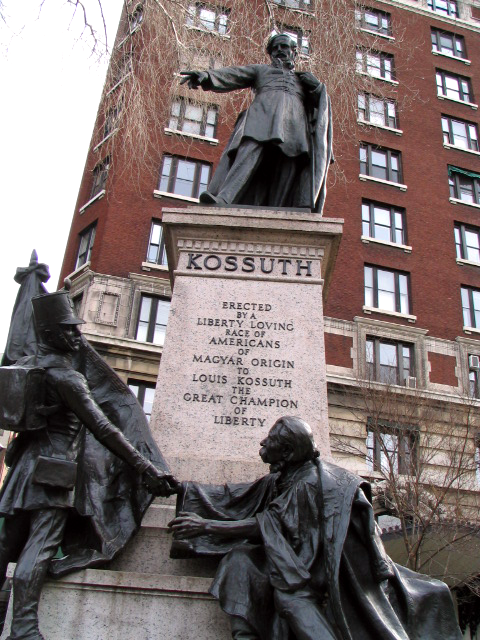
Kossuth Lajos szobra New Yorkban a Riverside Drive és a 113. utca találkozásánál

Összesen több mint 113 km² városi park kap helyet New Yorkban, és több mint 23 km nyilvános strand. Jelentősebb parkok: Central Park, Prospect Park, Flushing Meadows-Corona Park, Forest Park, és a Washington Square Park. A legnagyobb a Pelham Bay Park. A városi park alapítvány több mint 1200 ingyenes programot kínál a látogatónak egy évben, beleértve a Central Park megrendezett nyári, és a Charlie Parker Jazz fesztivált is.
- A Central Park (3,57 km²) a leglátogatottabb park az Egyesült Államokban az évi közel 25 milliós látogatottságával. A parkban számos szórakozási lehetőség van. Többek között a park helyet ad számos, kisebb-nagyobb tónak, jégkorongpályának, a Central Park állatkertnek és a Central Park üvegháznak. Számos nem szabadtéri programnak ad helyet a Belvedere vár, a Swedish Cottage Marionette színház, és a Carousel is.[46]
- A Prospect Parknak Brooklynban, számos tava, kiterjedt erdősége, és egy 3 600 000 m²-es rétje is van.[47]
- Flushing Meadows – Corona Park Queensben a város harmadik legnagyobb parkja, ami helyet adott az 1939-es és 1964-es világkiállításnak.
- Bronxban található többek között a Van Cortlandt Park, a Pelham Bay Park, a Bronx Zoo és a New York-i botanikus kert.[48]
- A Staten Island-i Conference House Park, nevét a benne elhelyezkedő Conference House-ról kapta, valamint magába foglalja a Burial Ridge-t, ami az őslakos amerikaiak egyik legnagyobb temetkezési helye volt New York területén.

### Városrészei
| Staten Island          | Manhattan Brooklyn | Bronx Queens |
| JFK repülőtér (Queens) |                    |              |

A New York-iak a várost gyakran „az öt kerület”-ként (the Five Boroughs) emlegetik, mivel a „város” (the City) szót Manhattanre használják; a többi városrész összefoglaló neve „a külső kerületek” (the Outer Boroughs). Ugyanakkor a New York City kifejezés az egész várost jelenti.
- Manhattan (New York megye, lakossága 1 629 054 fő),[3] a legsűrűbben lakott kerület a városban, benne található a Central Park, és a város felhőkarcolóinak túlnyomó többsége. A kerület a város pénzügyi, és több országos szervezet központja is, emellett számos egyetem és kulturális központnak is otthont ad. A kerület három fő részre van osztva: alsó és felső Manhattanre, valamint a városközpontra. A Central Park további részekre osztja a várost, úgymint Felső kelet Manhattan és Felső nyugat Manhattan, valamint a parktól északra fekszik Harlem.
- Bronx (The Bronx) (Bronx megye, lakossága 1 397 287 fő),[3] a város legészakibb kerülete, a híres Yankee Stadion, és a New York Yankees otthona. A kerület az egyetlen, amely teljes egészében a kontinensen helyezkedik el, kivéve Marble Hillt, ami ugyan a kontinensen van, viszont Manhattan városnegyede.
- Brooklyn (Kings megye, 2 472 523 fő)
- Queens (Queens megye, 2 225 486 fő)
- Staten Island (Richmond megye, 459 737 fő)

Ezenfelül magukat a kerületeket számos városnegyed alkotja.

## Közigazgatása

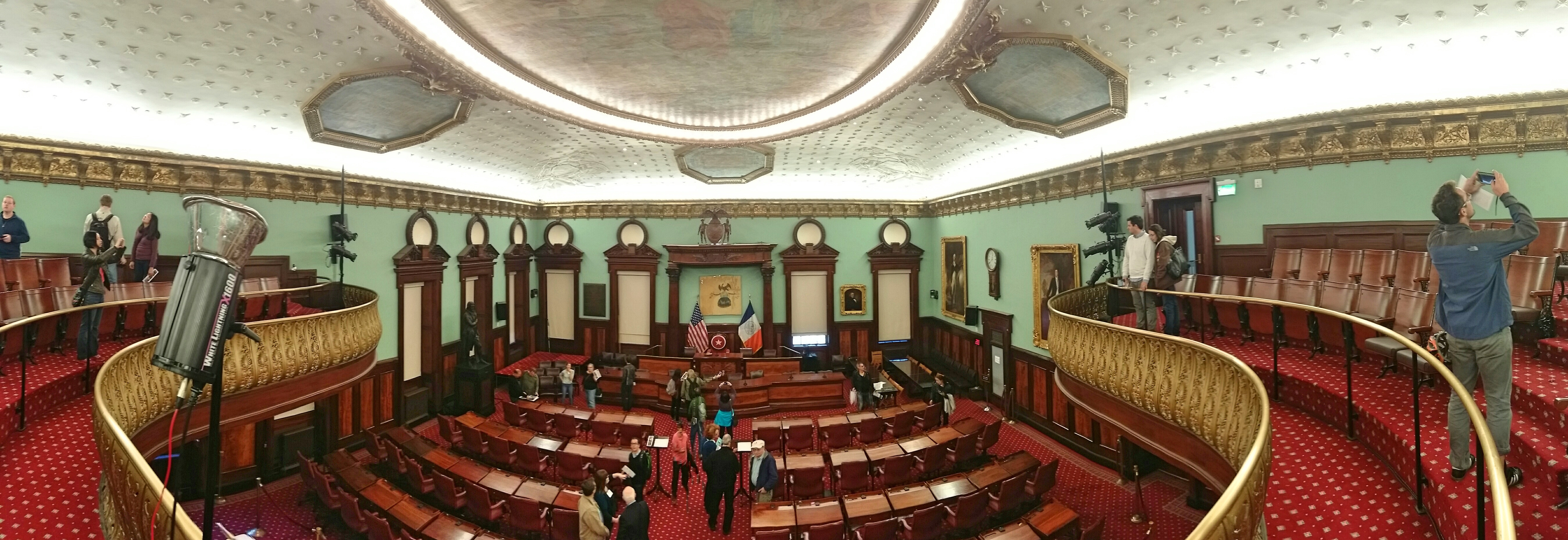
A városi tanács ülésterme

New York önkormányzata New York állam parlamentjének alárendelt testület, de a törvényhozói és a végrehajtói hatalom terén nagy fokú önállóságot élvez.
A végrehajtó testület feje a polgármester, akit a polgárok közvetlenül választanak. Helyettesein keresztül ő irányítja a polgármesteri hivatal öt osztályának (üzemeltetési, gazdasági és újjáépítési, stratégiai, közigazgatási, valamint jogi) és számos független kormányzati hivatalnak a munkáját.
A törvényhozó testület, a városi tanács egykamarás, 51 tagú (egy képviselőre kb. 157 ezer lakos jut), négyévente választják, elnöke mindig a többségi párt vezetője. Az egyszerű többséggel elfogadott törvényeket a polgármester hagyja jóvá; ha vétót emel, a tanács harminc napon belül újratárgyalhatja a javaslatot, de elfogadásához ekkor már kétharmados többség kell.
Bár New York öt kerülete (borough) egyben öt megye (county) is, nincsenek megyei önkormányzatai: az egyes kerületek ún. kerületi elnököt (borough president) választanak, aki egy nem túl jelentős költségvetésről dönt és a hivatalával járó bizottsági tisztségeket tölti be.
Megyei szintű bíróságok szintén nincsenek: a városnak egy polgári jogi és egy büntetőjogi bírósága van, utóbbi feladatait részben a családjogi bíróság látja el. (A családjogi bírókat – New York állam gyakorlatától eltérően – nem választják, hanem a polgármester nevezi ki őket, tíz évre.)

## Kultúra

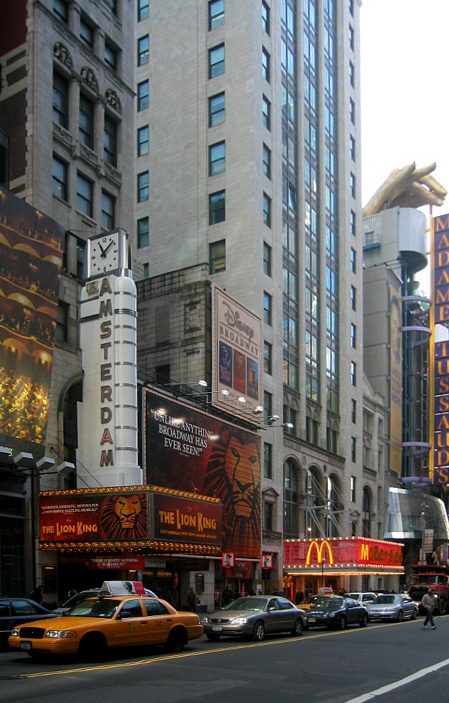
A New Amsterdam Theatre

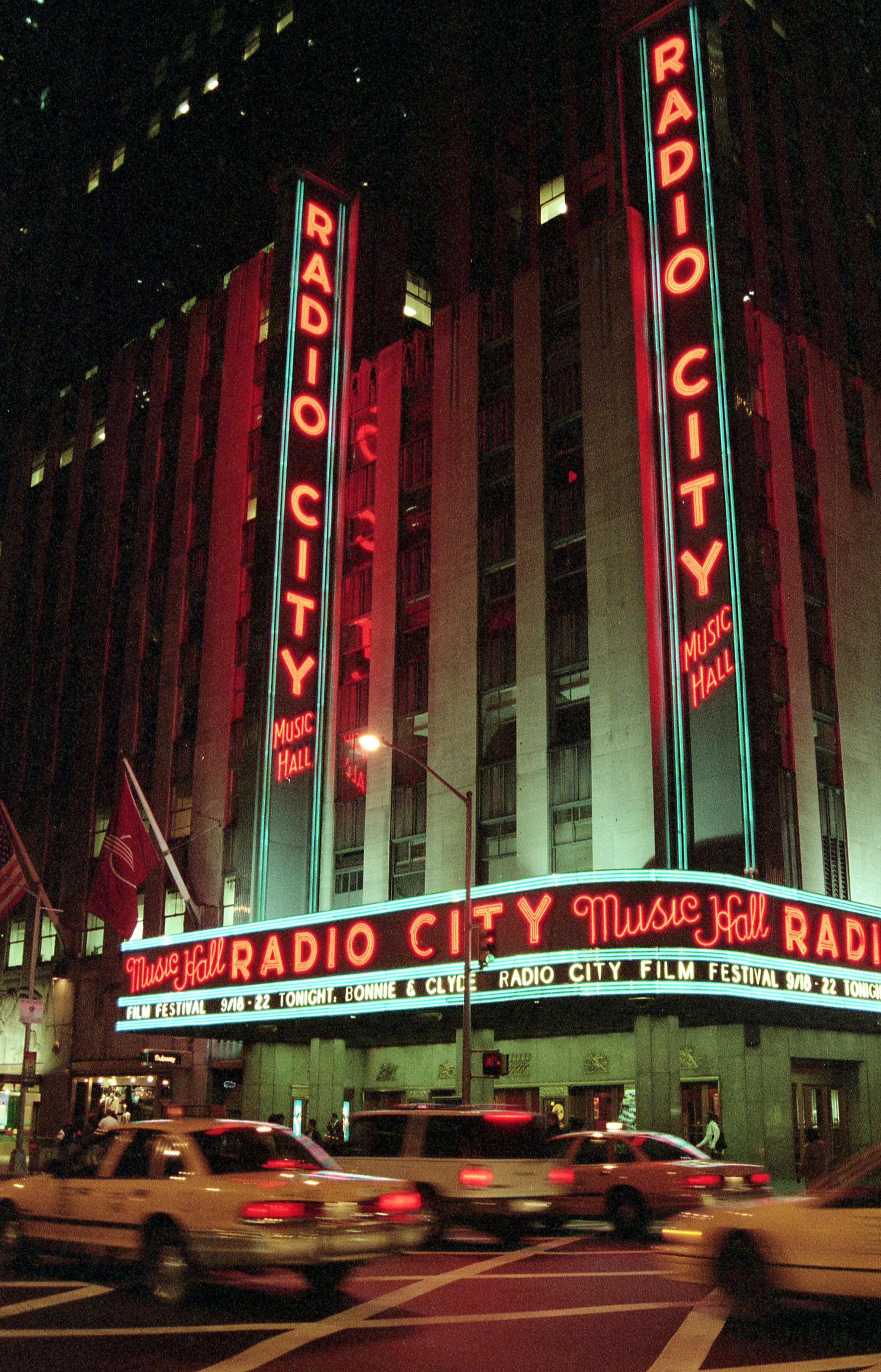
A Radio City Music Hall épülete

### Színházak és előadótermek
A New York-i színházi negyed a Times Square környékén található, Manhattan Midtown nevű részén. Tízezreknek ad munkát, és – mivel egy broadwayi előadás megtekintése sok turista programjának is része – jelentős bevételt hoz a városnak.
A közismert Broadway-színház megjelölés nem csak a Broadwayen lévő intézményeket jelöli, hanem a 39 nagyobb (legalább 500 férőhelyes) színházat (melyeknek valójában csak kis hányada található a főútvonalon). Az ún. Off-Broadway színházak 100-500 férőhelyesek, kisebb költségvetésű és kisebb érdeklődésre számot tartó, gyakran kísérleti darabokat játszanak, de több itt bemutatott mű átkerül a nagyobb színházakba is. Az Off-Off-Broadway színházak közönsége legfeljebb százfős, az ezekben játszó színészek többsége amatőr.
A leghosszabb ideig műsoron lévő darab Andrew Lloyd Webber Macskák című musicalje volt, amelyet 1982 és 2000 között 7485 alkalommal játszottak a Winter Garden Theaterben.
A koncerteknek, opera-, tánc- vagy más előadásoknak otthont adó intézmények között a legnagyobb a Lincoln Center for the Performing Arts, melynek épületegyüttesében tizenkét társulat működik (például a New York-i Filharmonikusok, a Metropolitan Opera, a New York City Opera, New York City Balett és a Jazz at Lincoln Center). Ismertebb előadótermek még: a Carnegie Hall, a Radio City Music Hall és a Brooklyni Zeneakadémia.

### Zene
New York évtizedek óta a jazz, a rock és a blues fővárosa, s itt születtek meg olyan stílusok, mint a hiphop, a latin freestyle, a diszkó és a punk rock, illetve a salsa, ami a hatvanas években jött létre a város latin negyedeiben kubai, Puerto Ricó-i és dominikai hatások vegyítéséből. New York, mint kulturális olvasztótégely, emellett jelentős világ- és folkzenei színteret is fenntart, így megtalálható itt az ír-amerikai (kelta), és a zsidó (klezmer) zene is. A XX. század elején rohamos fejlődésnek induló kotta- és zeneipar is e városhoz köthető. A Broadway zenés színházai és a Tin Pan Alley komponistanemzedéke (George Gershwin, Jerome Kern, Cole Porter, Irving Berlin) tette New York Cityt az amerikai könnyűzeneipar központjává.

### Múzeumok
New York legismertebb szépművészeti múzeumai
- a Metropolitan Művészeti Múzeum, amely a régebbi korok és a
- a Modern Művészeti Múzeum (MoMA),
- valamint a Guggenheim Múzeum, amelyek a 20. század művészetét mutatják be.

A természettudományi múzeumok közül a legnagyobb az American Museum of Natural History, a hozzá tartozó Hayden-planetáriummal.
Sok kisebb, egy-egy szűkebb területtel foglalkozó gyűjtemény is található a városban, mint
- az El Museo del Barrio, maely a latin-amerikai kultúrákkal, vagy
- a Cooper-Hewitt National Museum of Design, mely a formatervezéssel kapcsolatos kiállításoknak ad helyet.

Az Ötödik sugárút egy mérföldnyi szakaszát az ott lévő számos múzeum miatt Museum Mile-nak nevezik.

### Televízió és film
Hollywood létrejötte előtt itt volt az amerikai filmgyártás központja; a queensi Kaufman-Astoria stúdióban már a Marx fivérek és W. C. Fields is forgatott. Napjainkban Los Angeles után a második legmagasabb bevételt termelő filmipar a New York-i.
Az USA négy legnagyobb televíziócsatornájának (ABC, CBS, Fox Network és NBC), valamint a Music Televisionnek és az HBO-nak is New Yorkban van a székhelye. A város hivatalos tévécsatornája az NYC TV, melyet az NYC Media Group működtet.

#### A város mint színhely
Hosszú évtizedek alatt számos filmes produkció, film, filmsorozat és egyéb műsor játszódott, illetve készült New Yorkban, vagy szólt épp New Yorkról. A városban játszódó történetek legtöbbje talán bűnügyi témájú, krimi, thriller, New Yorkra mint a „bűnös nagyvárosra” apellálva. Rajtuk kívül, hozzájuk hasonlóan legtöbbször még vígjátékoknak, romantikus alkotásoknak is szolgáltat nagyvárosi környezetet. Sok dráma, horror, mese, sci-fi és más műfajú produkció is New Yorkban játszódik. A felhőkarcolók, a zsúfolt utcák, a hidak, a hatalmas forgalom ideálisak egy lüktető nagyváros történetbeli érzékeltetéséhez. Akciófilmekben, de főleg katasztrófafilmekben ugyancsak rengetegszer támadták meg, rombolták le szörnyek, földönkívüliek, terroristák, meteoritok, cunamik, egyéb különféle csapások.
A 2001-es terrortámadás különösen érzékenyen érintette a filmipart is az ott élőkön kívül, mikor az addigi fikciók részben megvalósultak. Az esemény után el is kellett halasztani minden ilyen vagy hasonló témájú akciófilm bemutatóját, függetlenül attól, hogy New Yorkban játszódott-e.

## Sport
- Jégkorong: New York Rangers és New York Islanders
- Kosárlabda: New York Knicks, Brooklyn Nets és New York Liberty
- Amerikai Futball: New York Giants és New York Jets
- Baseball: New York Yankees és New York Mets
- Labdarúgás: New York Red Bulls és New York City FC
- Krikett: MI New York
- Lacrosse: Long Island Lizards és New York Titans

## Gazdaság

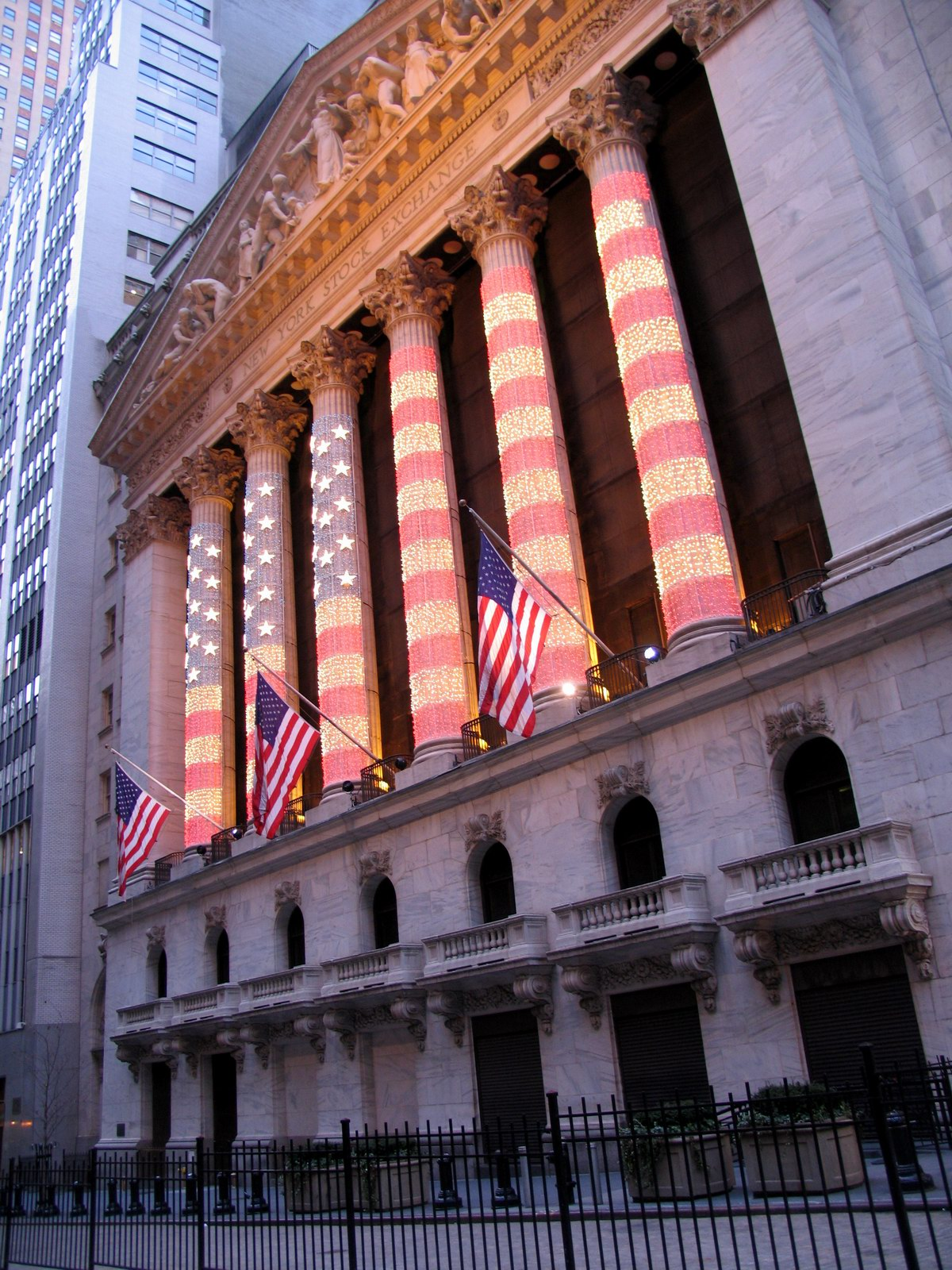
A New York-i tőzsde (NYSE) épülete

New York kialakulásának és kezdeti fejlődésének fontos tényezője volt a Hudson folyó torkolatában kialakult öböl, mely kiváló kikötőként szolgált. Jelentősége és két vetélytársával, Bostonnal és Philadelphiával szembeni előnye tovább nőtt, amikor 1819-ben elkészült az Erie-csatorna. A régi kikötő a Manhattan déli csücskének Long Island felőli oldalán lévő South Streetnél volt, ma már nem használják. Az 1950-es évektől a forgalom jórészt a New Jersey]-i Port Newark-Elizabeth Marine Terminalra tevődött át; a kereskedelem és a szolgáltató szektor azonban továbbra is New York gazdaságának legmeghatározóbb területei.
Az ipar a 19. század közepén jutott egyre fontosabb szerephez, legjelentősebb ágazata a textilgyártás volt; a 20. század végére azonban a megnövekedett telekárak miatt az ipari létesítmények száma csökkenni kezdett.
New York a világ egyik legjelentősebb és valószínűleg legismertebb pénzügyi központja, a Wall Street legalább annyira a város szimbólumának számít, mint a Szabadság-szobor. Több tőzsde is itt található (NYSE – New York Stock Exchange, NASDAQ – National Association of Securities Dealers Automated Quotations, AMEX – American Stock Exchange, NYMEX – New York Mercantile Exchange, NYBOT – New York Board of Trade).
New York a székhelye olyan világszerte ismert cégeknek is, mint például Avon, Estée Lauder, Pfizer, Reuters, Sony Music Entertainment, WarnerMedia. (Teljesebb lista az angol Wikipédiában.) Az országban itt található a legtöbb médiacég és kiadóvállalat; a manhattani Madison sugárút az amerikai reklámipar, a Hetedik sugárút pedig a szépségipar központja. A Fortune magazin 500-as listáján szereplő amerikai cégek közül a legtöbb New York-i.

## Demográfia
| Lakosság összetétele    | 2010  | 1990  | 1970  | 1940  |
| ----------------------- | ----- | ----- | ----- | ----- |
| Fehér                   | 44,0% | 52,3% | 76,6% | 93,6% |
| —Nem spanyol ajkú fehér | 33,3% | 43,2% | 62,9% | 92,0% |
| Afroamerikai            | 25,5% | 28,7% | 21,1% | 6,1%  |
| Latin-amerikai          | 28,6% | 24,4% | 16,2% | 1,6%  |
| Ázsiai                  | 12,7% | 7,0%  | 1,2%  | −     |

A városban minden rendű-rangú ember, társadalmi réteg képviseltetve van. A kontraszt látványos: az üzleti milliomosrétegtől a szegény vagy épp hajléktalan rétegig bezárólag minden társadalmi csoport jelen van az utcák, irodaházak, apartmanok, bérházak, közterek, kávézók, külvárosok, vagy épp az agglomerációba tartozó kertvárosok által nyújtott közegben.
Az USA Népszámlálási Hivatalának (United States Census Bureau) adatai szerint 2000-ben New York lakossága 8 008 278 fő volt (az itt élő családok száma 1 852 233; egy család tagjainak átlagos száma 3,32). A népsűrűség 10 194,2 fő/km², egy négyzetkilométerre átlag 4074,6 lakás/lakóház jut (a lakóegységek száma 3 200 912).

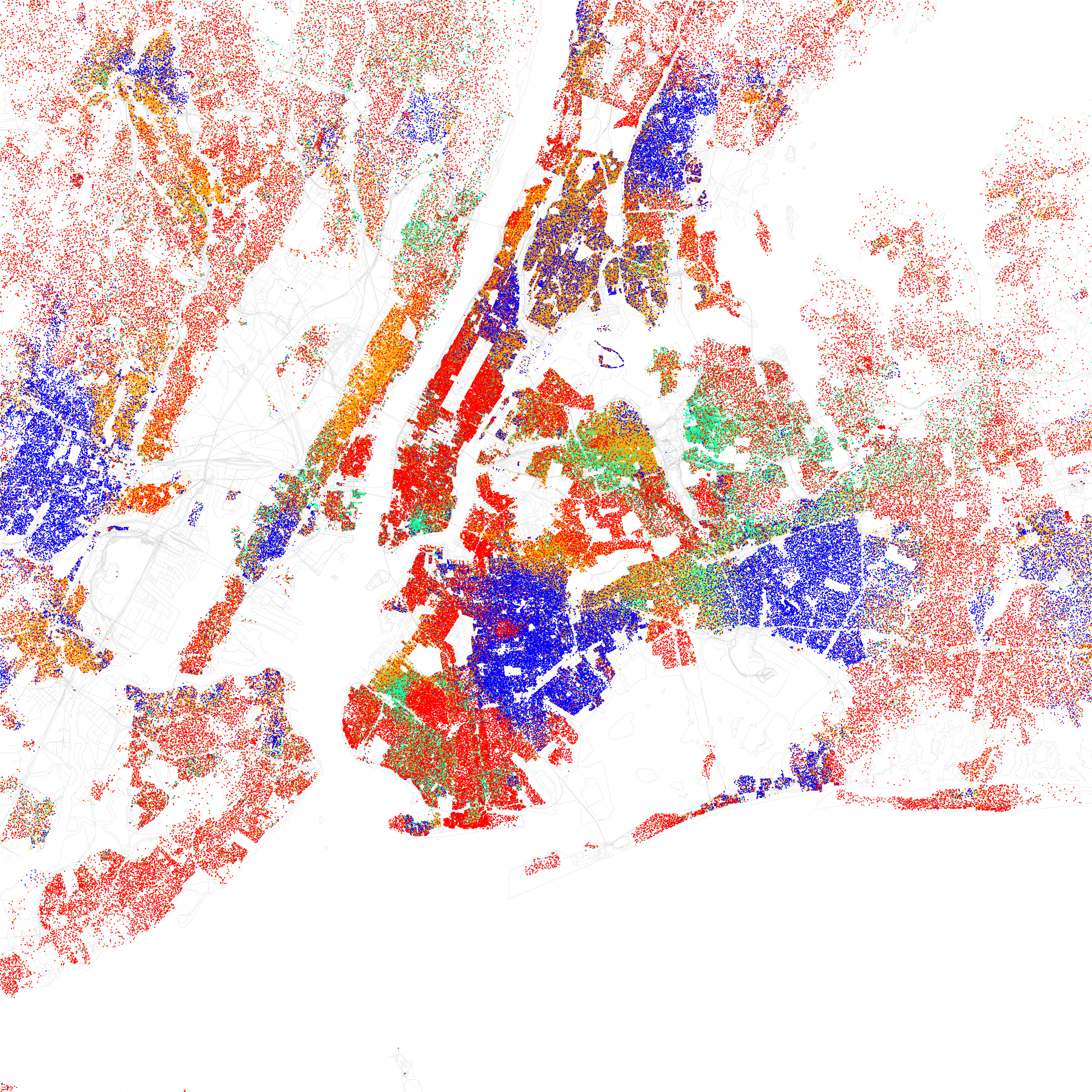
Az USA 2010-es népszámlálási adatai szerint New York etnikai megoszlása, minden pont 25 főt jelöl: Fehér, Fekete, Ázsiai, Spanyol ajkú vagy Egyéb

A népesség összetétele: 44,67% európai (ebből 0,7% magyar[forrás?]), közel-keleti vagy észak-afrikai; 26,59% afroamerikai, 0,52% indián, 9,83% ázsiai, 0,07% csendes-óceáni, 13,42% egyéb és 4,92% több rasszhoz tartozó. A spanyol vagy latin-amerikai származásúak aránya 26,98%. Külföldön született a lakosság 35,9%-a (18,9% Latin-Amerikában, 8,6% Ázsiában, 7% Európában).
New Yorkban lakik az ország legnagyobb zsidó közössége, mintegy 972 ezer fő (2002-es adat), itt van a központja a haszidizmus lubavicsi ágának, valamint a szatmárnémeti és a brooklyni zsidó családoknak.
A 3 021 588 háztartás átlagbevétele 38 293 dollár; 37,2%-ukban élnek házaspárok, az egyedül élők aránya 31,9% és 29,7%-ukban él legalább egy tizennyolc év alatti.
Az egy főre jutó bevétel 22 402 dollár (a férfiak átlag 37 435, a nők 32 949 dollárt keresnek). A létminimum alatt él a népesség 21,2 (a családok 18,5) százaléka, közöttük 30% a tizennyolc év alatti és 17,8% a hatvanöt év felettiek száma.
A város lakosainak 24,2%-a 18 év alatti, 10%-a 18 és 24 év közötti, 32,9%-a 25 és 44 év közötti, 21,2%-a 45 és 64 év közötti és 11,7%-a 65 év feletti. A lakosság életkorának középértéke 34 év. 100 nőre 90 férfi jut, csak a 18 évnél idősebbeknél az arány 85,9:100.
A munkanélküliség 2005 márciusában 5,2% volt, ami megfelel az országos átlagnak.
Az ENSZ 2016-os becslése alapján a város lakossága 2030-ban 23 865 000 fő lehet.

## Közlekedés
New Yorknak két igazán ismert és mondhatni népszerű közlekedési formája van: a taxi és a metró.

### Taxi
A taxizás nagyon egyszerű és kényelmes megoldás New Yorkban, ahol magánautózni nagyon bajos, parkolóhelyet találni szinte lehetetlen, és hamar elszállítják a tilosban parkolókat. Nem beszélve a dugókról, amik szintén mindennaposak, ezeken taxival sem lehet egykönnyen átjutni. Mindenesetre alkalmi közlekedésre a lakosságnak így is a taxi az ideális. A taxizás, illetve a taxi sokáig egyet jelentett a Checker cég kocsijaival. Számos modelljük közül a Marathon és a Superba vált a leginkább ismert New York-i sárga-taxivá. Mára azonban már mind eltűntek: a cég nyolcvanas évek eleji megszűnése után végül 1999-ben szanálták az utolsókat is, amelyekre árverésen lehetett licitálni. Helyüket modernebb, korszerűbb járművek vették át (Chevy Impala, Chevy Caprice, Ford Crown Victoria stb.), illetve ezek már a Checker-éra alatt is megjelentek. Jelenleg a taxik 28%-a már korszerű, hibrid taxi, melyek károsanyag-kibocsátása sokkal kisebb, mint elődeiké.

### Metró
Hasonlóan népszerű a metró is: a külvárost a belvárossal és a belvároson belüli pontokat is hálózatszerűen összekötő földalatti vasút szintén könnyű és ideális közlekedési eszköz az ott élőknek, főleg hogy éjjel-nappal üzemel, de vannak, akik szerint este 9 után már nem tanácsos metrózni. A vonalak teljes hossza 714 mérföld (1148 km). A vonalak egy része számmal, másik része betűvel van jelölve. A szövevényes hálózatban könnyű eltéveszteni az irányt, így tanácsos figyelmesnek lenni, és egy bárhol beszerezhető térkép segítségével utazni. Így is előfordul, hogy egy járatot más vonalra terelnek és erről a vonatvezető csak szóban tájékoztatja az utasokat, amit az amerikai kiejtéshez nem szokott füllel nem könnyű megérteni.

### Egyéb
Lehet még busszal is utazni, de az inkább városnézésre alkalmas, mivel bizonyos napszakokban amúgy is rendszertelenül közlekedik. De természetesen lehetőség van autókölcsönzésre is, ahogy limuzin- vagy helikopterbérlésre is. Ezeken kívül sétahajózni is lehet a Hudsonon, sétakocsikázni is konflissal, valamint Manhattan és a Roosevelt-sziget között libegő is jár. Villamos és trolibusz nincs New Yorkban.
A városnak két nagy nemzetközi repülőtere is van: az egyik a délebbre fekvő, jelentős méretű és forgalmú JFK reptér, a másik a tőle északra lévő, valamivel kisebb LaGuardia repülőtér. A New Jersey-ben lévő Newarki reptér is bonyolít a városhoz kapcsolódó repülőforgalmat. Több vasútvonal és pályaudvar is van New Yorkban, a legismertebb a Grand Central Terminal és a manhattani Pennsylvania Station.

## A város nevezetes szülöttei
- Kyle Anderson
- Calvin Klein
- Chazz Palminteri
- Franklin D. Roosevelt
- Eleanor Roosevelt
- Theodore Roosevelt
- Humphrey Bogart
- Walter Matthau
- Harry Belafonte
- Woody Allen
- Al Pacino
- Robert De Niro
- Oliver Stone
- Jack Nicholson
- Tony Curtis
- Peter Falk
- Barbra Streisand
- Christopher Walken
- Jon Voight
- Jane Fonda
- Sigourney Weaver
- Charlie Sheen
- Emilio Estevez
- Adam Sandler
- Ben Stiller
- Eddie Murphy
- Whoopi Goldberg
- Robert Downey Jr.
- Sylvester Stallone
- Alec Baldwin
- James Caan
- Melanie Griffith
- Jennifer Lopez
- Anne Hathaway
- Héctor Elizondo
- Liv Tyler
- Scarlett Johansson
- Macaulay Culkin
- Kieran Culkin
- Matthew Broderick
- Jon Cryer
- Steve Guttenberg
- Nancy Travis
- Jeremy Piven
- Jimmy Fallon
- Jimmy Kimmel
- Christopher Lambert
- Vincent O’Donofrio
- Cuba Gooding Jr.
- Michael Cimino
- Cynthia Nixon
- Joan Cusack
- Rossanna Arquette
- Susan Sarandon
- Sarah Michelle Gellar
- Brooke Shields
- Marisa Tomei
- Peter Facinelli
- Amanda Peet
- Alyssa Milano
- Stanley Tucci
- Steve Buscemi
- Jon Stewart
- Vin Diesel
- Eddie Kaye Thomas
- Rosario Dawson
- Julia Stiles
- Diane Lane
- Damon Wayans
- Keenan Ivory Wayans
- Christian Slater
- David Duchovny
- David Schwimmer
- David Caruso
- Adam Rodriguez
- Carmine Giovinazzo
- Eddie Cahill
- Michael Weatherly
- Jerry O’Connell
- Vanessa Ferlito
- Adrien Brody
- Kelly LeBrock
- Michael Jordan
- Mike Tyson
- Carmelo Anthony
- Kareem Abdul-Jabbar
- Billy Joel
- Tupac Shakur
- 50 Cent
- P.Diddy
- Jay-Z
- Lenny Kravitz
- Marc Anthony
- Lady Gaga
- Christina Aguilera
- Mary J. Blige
- Alicia Keys
- Aaliyah
- Adam Savage
- Dylan O’Brien

## Testvérvárosai
| Címer | Város         | Földrajzi elhelyezkedés    | Ország                | Óta  |
| ----- | ------------- | -------------------------- | --------------------- | ---- |
|       | Tokió         | Kantó régió (Honsú sziget) | Japán                 | 1960 |
|       | Peking        | Észak-Kína                 | Kína                  | 1980 |
|       | Kairó         | Cairo Governorate          | Egyiptom              | 1982 |
|       | Madrid        | Madrid tartomány           | Spanyolország         | 1982 |
|       | Santo Domingo | National District          | Dominikai Köztársaság | 1983 |
|       | Budapest      | Közép-Magyarország         | Magyarország          | 1992 |
|       | Róma          | Lazio (Latium)             | Olaszország           | 1992 |
|       | Jeruzsálem    | Jeruzsálem körzet          | Izrael                | 1993 |
|       | London        | Anglia                     | Egyesült Királyság    | 2001 |
|       | Johannesburg  | Gauteng provincia          | Dél-Afrika            | 2003 |